# Élections régionales dans la Somme
Cette page dresse les différents résultats départementaux dans la Somme lors des différentes élections régionales françaises.

## Régionale 2021

### Listes des candidats
| Tête de liste régionale | Tête de liste régionale     | Nuance | Partis                                             |
| ----------------------- | --------------------------- | ------ | -------------------------------------------------- |
|                         | Liste Éric Pecqueur         | EXG    | LO                                                 |
|                         | Liste Karima Delli          | UGÉ    | EÉLV - LFI - PS - PCF - G.s - GE - PP - PRG - LRDG |
|                         | Liste Audric Alexandre      | DIV    | PACE - AE - NC - Volt                              |
|                         | Liste Laurent Pietraszewski | UC     | LREM - MoDem - EC - TdP - Agir - MEI               |
|                         | Liste Xavier Bertrand       | UD     | LR - UDI - MoDem diss. - LC - LMR - MR             |
|                         | Liste José Évrard           | DSV    | DLF                                                |
|                         | Liste Sébastien Chenu       | RN     | RN - LDP - PL - CNIP - LAF                         |

### Résultats départementaux
| Tête de liste            | Tête de liste              | Liste                                              | Premier tour | Premier tour | Second tour | Second tour   | Sièges | +/- |
| Tête de liste            | Tête de liste              | Liste                                              | Voix         | %            | Voix        | %             | Sièges | +/- |
| ------------------------ | -------------------------- | -------------------------------------------------- | ------------ | ------------ | ----------- | ------------- | ------ | --- |
|                          | Brigitte Fouré             | UDI - LR - MoDem diss. - LC - LMR - MR             | 62 266       | 44,08        | 78 154      | 55,07         | 12     | 1   |
|                          | Philippe Théveniaud        | LAF - RN - LDP - PL - CNIP                         | 32 017       | 22,67        | 33 829      | 23,84         | 3      | 2   |
|                          | Catherine Quignon          | PS - EÉLV - LFI - PCF - G.s - GE - PP - PRG - LRDG | 25 057       | 17,74        | 29 927      | 21,09         | 3      | 3   |
|                          | Jean-Claude Leclabart      | LREM - MoDem - EC - TdP-Agir - MEI                 | 12 692       | 8,99         |             |               | 0      | Nv. |
|                          | Bruno Paleni               | LO                                                 | 5 620        | 3,98         | 0           | en stagnation |        |     |
|                          | Véronique Delicourt-Boidin | DLF                                                | 2 805        | 1,99         | 0           | en stagnation |        |     |
|                          | Philippe Mazuel            | PACE - AE - NC-Volt                                | 794          | 0,56         | 0           | Nv.           |        |     |
|                          |                            |                                                    |              |              |             |               |        |     |
| Suffrages exprimés       | Suffrages exprimés         | Suffrages exprimés                                 | 141 251      | 94,49        | 141 910     | 95,45         |        |     |
| Votes blancs             | Votes blancs               | Votes blancs                                       | 4 737        | 3,17         | 3 686       | 2,48          |        |     |
| Votes nuls               | Votes nuls                 | Votes nuls                                         | 3 495        | 2,34         | 3 076       | 2,07          |        |     |
| Total                    | Total                      | Total                                              | 149 483      | 100          | 148 672     | 100           | 18     | 2   |
| Abstentions              | Abstentions                | Abstentions                                        | 256 959      | 63,22        | 257 799     | 63,42         |        |     |
| Inscrits / Participation | Inscrits / Participation   | Inscrits / Participation                           | 406 442      | 36,78        | 406 471     | 36,58         |        |     |

### Conseillers régionaux élus
| Nom                   |  | Parti | N° | Liste                                 | Groupe                            |
| --------------------- |  | ----- | -- | ------------------------------------- | --------------------------------- |
| Brigitte Fouré        |  | UDI   | 01 | Union de la droite et du centre       | UDI                               |
| Emmanuel Maquet       |  | LR    | 02 | Union de la droite et du centre       | Républicains et indépendants      |
| Anne Pinon            |  | LR    | 03 | Union de la droite et du centre       | Républicains et indépendants      |
| Pascal Demarthe       |  | UDI   | 04 | Union de la droite et du centre       | UDI                               |
| Patricia Poupart      |  | LR    | 05 | Union de la droite et du centre       | Républicains et indépendants      |
| Yves Butel            |  | DVD   | 06 | Union de la droite et du centre       | Républicains et indépendants      |
| Maryse Fagot          |  | UDI   | 07 | Union de la droite et du centre       | UDI                               |
| Jean-Christophe Loric |  | MoDem | 08 | Union de la droite et du centre       | MoDem, radicaux et apparentés     |
| Claire Joly           |  | DVD   | 09 | Union de la droite et du centre       | Républicains et indépendants      |
| Jean-Paul Mulot       |  | DVD   | 10 | Union de la droite et du centre       | Républicains et indépendants      |
| Brigitte Lhomme       |  | DVD   | 11 | Union de la droite et du centre       | Républicains et indépendants      |
| Martin Domise         |  | LR    | 12 | Union de la droite et du centre       | Républicains et indépendants      |
| Philippe Théveniaud   |  | LAF   | 01 | Rassemblement national                | RN, indépendants et apparentés    |
| Nathalie Billet       |  | RN    | 02 | Rassemblement national                | RN, indépendants et apparentés    |
| Jean-Philippe Tanguy  |  | LAF   | 03 | Rassemblement national                | RN, indépendants et apparentés    |
| Catherine Quignon     |  | PS    | 01 | Union de la gauche et des écologistes | Gauche républicaine et écologiste |
| Thomas Hutin          |  | EÉLV  | 02 | Union de la gauche et des écologistes | Pour le climat, pour l'emploi     |
| Zahia Hamdane         |  | LFI   | 03 | Union de la gauche et des écologistes | Pour le climat, pour l'emploi     |

## Régionale 2015

### Listes des candidats
| Tête de liste régionale | Tête de liste régionale    | Nuance | Partis                                 |
| ----------------------- | -------------------------- | ------ | -------------------------------------- |
|                         | Liste Éric Pecqueur        | EXG    | LO                                     |
|                         | Liste Fabien Roussel       | COM    | PCF - E! - R&S - CC                    |
|                         | Liste Sandrine Rousseau    | VEG    | EÉLV - PG - ND - NGS                   |
|                         | Liste Pierre de Saintignon | UG     | PS - PRG - MRC - UDE - MEI - MdP - IDG |
|                         | Liste Sylvain Blondel      | DVD    | Nous Citoyens                          |
|                         | Liste Xavier Bertrand      | UD     | LR - UDI - MoDem - CPNT - CNIP         |
|                         | Liste Éric Mascaro         | DIV    | UPR                                    |
|                         | Liste Jean-Philippe Tanguy | DLF    | DLF                                    |
|                         | Liste Marine Le Pen        | FN     | FN-RBM                                 |

### Résultats départementaux
| Tête de liste | Tête de liste     | Liste                            | Premier tour | Premier tour | Second tour | Second tour | Sièges | +/- |
| Tête de liste | Tête de liste     | Liste                            | Voix         | %            | Voix        | %           | Sièges | +/- |
| ------------- | ----------------- | -------------------------------- | ------------ | ------------ | ----------- | ----------- | ------ | --- |
|               | Sébastien Chenu   | FN                               | 93 211       | 41,02        | 104 800     | 43,63       | 5      | 3   |
|               | Brigitte Fouré    | UDI - LR - MoDem - CNIP - CPNT   | 59 845       | 26,33        | 135 412     | 56,37       | 11     | 7   |
|               | Nicolas Dumont    | PS - PRG - MRC - UDE - MEI - MDP | 39 239       | 17,27        | Retrait     | Retrait     | 0      | 12  |
|               | Nathalie Marchand | PCF - E! - R&S - CC              | 11 137       | 4,90         |             |             |        |     |
|               | Dominique Théo    | EÉLV - PG - ND - NGS             | 9 441        | 4,15         |             |             |        |     |
|               | Nicolas Lottin    | DLF                              | 6 573        | 2,89         |             |             |        |     |
|               | Bruno Paleni      | LO                               | 3 858        | 1,70         |             |             |        |     |
|               | Thomas Porquet    | NC                               | 2 787        | 1,23         |             |             |        |     |
|               | Gérard Daulle     | UPR                              | 1 163        | 0,51         |             |             |        |     |
|               |                   |                                  |              |              |             |             |        |     |
| Inscrits      | Inscrits          | Inscrits                         | 408 525      | 100,00       | 408 506     | 100,00      |        |     |
| Abstentions   | Abstentions       | Abstentions                      | 170 711      | 41,79        | 144 933     | 35,48       |        |     |
| Votants       | Votants           | Votants                          | 237 814      | 58,21        | 263 573     | 64,52       |        |     |
| Blancs        | Blancs            | Blancs                           | 6 191        | 2,60         | 14 422      | 5,47        |        |     |
| Nuls          | Nuls              | Nuls                             | 4 369        | 1,84         | 8 939       | 3,39        |        |     |
| Exprimés      | Exprimés          | Exprimés                         | 227 254      | 95,56        | 240 212     | 91,14       |        |     |

### Conseillers régionaux élus
| Nom                  |  | Parti | N° | Liste                           | Groupe                         |
| -------------------- |  | ----- | -- | ------------------------------- | ------------------------------ |
| Brigitte Fourré      |  | UDI   | 01 | Union de la droite et du centre | Union centriste                |
| Jean-Michel Serres   |  | LR    | 02 | Union de la droite et du centre | Les Républicains et apparentés |
| Maryse Fagot         |  | UDI   | 03 | Union de la droite et du centre | Union centriste                |
| Martin Domise        |  | LR    | 04 | Union de la droite et du centre | Les Républicains et apparentés |
| Patricia Poupart     |  | LR    | 05 | Union de la droite et du centre | Les Républicains et apparentés |
| José Sueur           |  | UDI   | 06 | Union de la droite et du centre | Union centriste                |
| Brigite Lhomme       |  | DVD   | 07 | Union de la droite et du centre | Les Républicains et apparentés |
| Jean-Yves Bourgois   |  | UDI   | 08 | Union de la droite et du centre | Union centriste                |
| Anne Pinon           |  | LR    | 09 | Union de la droite et du centre | Les Républicains et apparentés |
| Yves Butel           |  | DVD   | 10 | Union de la droite et du centre | Les Républicains et apparentés |
| Julie Codron-Riquier |  | LR    | 11 | Union de la droite et du centre | Les Républicains et apparentés |
| Patricia Chagnon     |  | FN    | 01 | Rassemblement bleu Marine       | Front national                 |
| Sébastien Chenu      |  | FN    | 02 | Rassemblement bleu Marine       | Front national                 |
| Yves Dupille         |  | FN    | 03 | Rassemblement bleu Marine       | Front national                 |
| Chantal Lemaire      |  | FN    | 04 | Rassemblement bleu Marine       | Front national                 |
| Éric Richermoz       |  | FN    | 05 | Rassemblement bleu Marine       | Front national                 |

## Régionale 2010

### Listes des candidats
| Tête de liste régionale | Tête de liste régionale   | Nuance | Partis                            |
| ----------------------- | ------------------------- | ------ | --------------------------------- |
|                         | Liste Roland Szpirko      | EXG    | LO                                |
|                         | Liste Sylvain Desbureaux  | EXG    | NPA                               |
|                         | Liste Maxime Gremetz      | DVG    | COM dissidents                    |
|                         | Liste Thierry Aury        | COP    | FG (PCF - PG - GU)                |
|                         | Liste Claude Gewerc       | SOC    | PS - PRG - MRC - MUP - IDG        |
|                         | Liste Christophe Porquier | VEC    | EÉ (Les Verts)                    |
|                         | Liste France Mathieu      | CMD    | MoDem - GÉ - Cap21                |
|                         | Liste Caroline Cayeux     | MAJ    | UMP - NC - PRV - CPNT - MPF - LGM |
|                         | Liste Michel Guiniot      | RN     | FN                                |
|                         | Liste Thomas Joly         | EXD    | PDF                               |

### Résultats départementaux
| Tête de liste  | Tête de liste           | Liste                         | Premier tour | Premier tour | Second tour | Second tour | Sièges | Sièges |
| Tête de liste  | Tête de liste           | Liste                         | #            | %            | #           | %           | #      | %      |
| -------------- | ----------------------- | ----------------------------- | ------------ | ------------ | ----------- | ----------- | ------ | ------ |
|                | Nicolas Dumont          | PS - MUP - MRC - PRG          | 49 909       | 26,56        | 103 842     | 50,06       | 12     | 66,67  |
|                | Christophe Porquier     | EÉ                            | 15 941       | 8,48         | 103 842     | 50,06       | 12     | 66,67  |
|                | Olivier Jardé           | Majorité présidentielle       | 46 563       | 24,78        | 66 023      | 31,83       | 4      | 22,22  |
|                | Wallerand de Saint-Just | FN                            | 25 749       | 13,71        | 37 560      | 18,11       | 2      | 11,11  |
|                | Maxime Gremetz          | COM diss.                     | 22 287       | 11,86        |             |             |        |        |
|                | Colette Finet           | FG - Alternatifs - PCOF - DVG | 9 008        | 4,79         |             |             |        |        |
|                | France Mathieu          | MoDem                         | 6 860        | 3,65         |             |             |        |        |
|                | Sylvain Desbureaux      | NPA                           | 6 353        | 3,38         |             |             |        |        |
|                | Alexandra Meriguet      | PDF                           | 3 185        | 1,70         |             |             |        |        |
|                | Bruno Paleni            | LO                            | 2 025        | 1,08         |             |             |        |        |
|                |                         |                               |              |              |             |             |        |        |
| Inscrits       | Inscrits                | Inscrits                      | 408 314      | 100,00       | 407 907     | 100,00      |        |        |
| Abstention     | Abstention              | Abstention                    | 209 825      | 51,39        | 187 414     | 45,95       |        |        |
| Votants        | Votants                 | Votants                       | 198 489      | 48,61        | 220 493     | 54,05       |        |        |
| Blancs et nuls | Blancs et nuls          | Blancs et nuls                | 10 609       | 5,34         | 13 068      | 5,87        |        |        |
| Exprimés       | Exprimés                | Exprimés                      | 187 880      | 94,66        | 207 425     | 94,13       |        |        |

### Conseillers régionaux élus
| Nom                     |  | Parti | N° | Liste                   | Groupe                                 |
| ----------------------- |  | ----- | -- | ----------------------- | -------------------------------------- |
| Nicolas Dumont          |  | PS    | 01 | Union de la gauche      | Socialiste, Républicain et Citoyen     |
| Valérie Kumm            |  | PS    | 02 | Union de la gauche      | Socialiste, Républicain et Citoyen     |
| Didier Cardon           |  | PS    | 03 | Union de la gauche      | Socialiste, Républicain et Citoyen     |
| Christine Lefèvre       |  | PS    | 04 | Union de la gauche      | Socialiste, Républicain et Citoyen     |
| Christophe Porquier     |  | EELV  | 05 | Union de la gauche      | Europe Écologie                        |
| Annie-Claude Leuliette  |  | PS    | 06 | Union de la gauche      | Socialiste, Républicain et Citoyen     |
| Olivier Chapuis-Roux    |  | MUP   | 07 | Union de la gauche      | Communistes et Progressistes Unitaires |
| Sandrine Goffinon       |  | MRC   | 08 | Union de la gauche      | Socialiste, Républicain et Citoyen     |
| Mohamed Boulafrad       |  | PS    | 09 | Union de la gauche      | Socialiste, Républicain et Citoyen     |
| Nathalie Brandicourt    |  | EELV  | 10 | Union de la gauche      | Europe Écologie                        |
| Fabrice Dalongeville    |  | PRG   | 11 | Union de la gauche      | Parti radical de gauche                |
| Françoise Van Hecke     |  | MUP   | 12 | Union de la gauche      | Communistes et Progressistes Unitaires |
| Olivier Jardé           |  | NC    | 01 | Majorité présidentielle | Envie de Picardie                      |
| Brigitte Lhomme         |  | UMP   | 02 | Majorité présidentielle | Envie de Picardie                      |
| Jean Pilniak            |  | CPNT  | 03 | Majorité présidentielle | Envie de Picardie                      |
| Maryse Fagot            |  | NC    | 04 | Majorité présidentielle | Envie de Picardie                      |
| Wallerand de Saint-Just |  | FN    | 01 | Front national          | Front National                         |
| Mylène Troszczynski     |  | FN    | 02 | Front national          | Front National                         |

## Régionale 2004

### Résultats départementaux
| Tête de liste  | Tête de liste     | Liste                | Premier tour | Premier tour | Second tour | Second tour | Sièges | Sièges |
| Tête de liste  | Tête de liste     | Liste                | #            | %            | #           | %           | #      | %      |
| -------------- | ----------------- | -------------------- | ------------ | ------------ | ----------- | ----------- | ------ | ------ |
|                | Gilles de Robien* | UDF - UMP            | 84 145       | 33,35        | 103 239     | 37,62       | 4      | 22,2   |
|                | Didier Cardon     | PS - Les verts - PRG | 61 228       | 24,27        | 128 646     | 46,88       | 12     | 66,7   |
|                | Maxime Gremetz    | PCF                  | 42 048       | 16,67        | 128 646     | 46,88       | 12     | 66,7   |
|                | Pierre Descaves   | FN                   | 49 423       | 19,59        | 42 548      | 15,50       | 2      | 11,1   |
|                | Bruno Paleni      | LO - LCR             | 15 440       | 6,12         |             |             |        |        |
|                |                   |                      |              |              |             |             |        |        |
| Inscrits       | Inscrits          | Inscrits             | 400 229      | 100,00       | 400 167     | 100,00      |        |        |
| Abstention     | Abstention        | Abstention           | 132 204      | 33,03        | 114 637     | 28,65       |        |        |
| Votants        | Votants           | Votants              | 268 025      | 66,97        | 285 530     | 71,35       |        |        |
| Blancs et nuls | Blancs et nuls    | Blancs et nuls       | 15 741       | 5,87         | 11 097      | 3,89        |        |        |
| Exprimés       | Exprimés          | Exprimés             | 252 284      |              | 274 433     |             |        |        |

### Conseillers régionaux élus
| Nom                    |  | Parti      | N° | Liste                           | Groupe                          |
| ---------------------- |  | ---------- | -- | ------------------------------- | ------------------------------- |
| Maxime Gremetz         |  | PCF        | 01 | Picardie à Gauche               | Communistes et Républicains     |
| Annie-Claude Leuliette |  | PS         | 02 | Picardie à Gauche               | Socialiste                      |
| Didier Cardon          |  | PS         | 03 | Picardie à Gauche               | Socialiste                      |
| Françoise Van Hecke    |  | PCF (App.) | 04 | Picardie à Gauche               | Communistes et Républicains     |
| Francis Lec            |  | PS         | 05 | Picardie à Gauche               | Socialiste                      |
| Christine Lefèvre      |  | PS         | 06 | Picardie à Gauche               | Socialiste                      |
| Pascal Dacheux         |  | Les Verts  | 07 | Picardie à Gauche               | Verts et Radicaux               |
| Valérie Kumm           |  | PS         | 08 | Picardie à Gauche               | Socialiste                      |
| Olivier Chapuis-Roux   |  | PCF        | 09 | Picardie à Gauche               | Communistes et Républicains     |
| Colette Michaux        |  | PS         | 10 | Picardie à Gauche               | Socialiste                      |
| Jean-Luc Belpaume      |  | PCF        | 11 | Picardie à Gauche               | Communistes et Républicains     |
| Charlotte Delécolle    |  | PCF        | 12 | Picardie à Gauche               | Communistes et Républicains     |
| Jérôme Bignon          |  | UMP        | 01 | Aimer la Picardie               | Aimer la Picardie UMP-UDF       |
| Brigitte Fouré         |  | UDF        | 02 | Aimer la Picardie               | Aimer la Picardie UMP-UDF       |
| Alain Babaut           |  | DVD        | 03 | Aimer la Picardie               | Aimer la Picardie UMP-UDF       |
| France Mathieu         |  | UDF        | 04 | Aimer la Picardie               | Aimer la Picardie UMP-UDF       |
| Roger Mézin            |  | UMP        | 05 | Aimer la Picardie               | Aimer la Picardie UMP-UDF       |
| Pierre Descaves        |  | FN         | 01 | Front national pour la Picardie | Front national pour la Picardie |
| Catherine Châtelain    |  | FN         | 02 | Front national pour la Picardie | Front national pour la Picardie |

## Régionale 1998

### Résultats départementaux
| Tête de liste  | Tête de liste       | Liste                                     | Premier tour | Premier tour | Sièges | Sièges |
| Tête de liste  | Tête de liste       | Liste                                     | #            | %            | #      | %      |
| -------------- | ------------------- | ----------------------------------------- | ------------ | ------------ | ------ | ------ |
|                | Francis Lecul       | Gauche plurielle ( PS - PCF - MDC - PRG ) | 75 850       | 31,18        | 7      | 41,2   |
|                | Alain Gest          | UDF-RPR                                   | 74 489       | 30,63        | 6      | 35,3   |
|                | Raynald Brasseur    | FN                                        | 31 228       | 12,84        | 2      | 11,8   |
|                | Michel Blondin      | CPNT                                      | 21 388       | 8,79         | 1      | 5,9    |
|                | Raymond Hallard     | LO                                        | 16 569       | 6,81         | 1      | 5,9    |
|                | Christophe Porquier | Les Verts                                 | 10 544       | 4,34         |        |        |
|                | Hubert Delarue      | GE-MEI                                    | 7 298        | 3,00         |        |        |
|                | Jean-Claude Masse   | Divers                                    | 5 863        | 2,41         |        |        |
|                |                     |                                           |              |              |        |        |
| Inscrits       | Inscrits            | Inscrits                                  | 392 975      | 100,00       |        |        |
| Abstention     | Abstention          | Abstention                                |              | 34,89        |        |        |
| Votants        | Votants             | Votants                                   | 255 864      | 65,11        |        |        |
| Blancs et nuls |                     |                                           |              |              |        |        |
| Exprimés       | Exprimés            | Exprimés                                  | 243 229      | 61,89        |        |        |

### Conseillers régionaux élus
| Nom                |  | Parti | N° | Liste            | Groupe                     |
| ------------------ |  | ----- | -- | ---------------- | -------------------------- |
| Francis Lecul      |  | PS    | 01 | Gauche plurielle | Socialiste                 |
| Chantal Leblanc    |  | PCF   | 02 | Gauche plurielle | Communiste et Progressiste |
| Lise Rochowiak     |  | PS    | 04 | Gauche plurielle | Socialiste                 |
| Didier Cardon      |  | PS    | 03 | Gauche plurielle | Socialiste                 |
| Patrick Kaczmarek  |  | PCF   | 04 | Gauche plurielle | Communiste et Progressiste |
| Noël Ricouard      |  | PCF   | 05 | Gauche plurielle | Communiste et Progressiste |
| Thierry Lucas      |  | MDC   | 08 | Gauche plurielle | MDC - Vert                 |
| Alain Gest         |  | UDF   | 01 | UDF - RPR        | UDF - RPR                  |
| Roger Mézin        |  | RPR   | 02 | UDF - RPR        | UDF - RPR                  |
| Stéphane Demilly   |  | UDF   | 03 | UDF - RPR        | Alliance RPR - UDF         |
| Thérèse Hart       |  | RPR   | 04 | UDF - RPR        | Union Pour la Picardie     |
| Brigitte Fouré     |  | UDF   | 05 | UDF - RPR        | UDF - RPR                  |
| Jean-Pierre Viénot |  | RPR   | 06 | UDF - RPR        | Alliance RPR - UDF         |
| Raynald Brasseur   |  | FN    | 01 | Front national   | Front national             |
| Lionel Payet       |  | FN    | 02 | Front national   | Front national             |
| Michel Blondin     |  | CPNT  | 01 | CPNT             | Union pour la Picardie     |
| Raymond Hallard    |  | LO    | 01 | Lutte ouvrière   | Lutte ouvrière             |